# مارتین استوکن
مارتین استوکن (انگلیسی: Martin Stokken؛ ۱۶ ژانویه ۱۹۲۳ – ۲۵ مارس ۱۹۸۴ (aged 61)) ورزشکار اسکی صحرانوردی اهل نروژ بود.
وی در مسابقات کشوری و بین‌المللی در مجموع برندهٔ ۱ مدال نقره، ۱ مدال برنز شده‌است.